# Banatski Despotovac
Banatski Despotovac (en serbe cyrillique : Банатски Деспотовац ; en hongrois : Ernőháza) est une localité de Serbie située dans la province autonome de Voïvodine et sur le territoire de la Ville de Zrenjanin, district du Banat central. Au recensement de 2011, elle comptait 1 296 habitants.
Banatski Despotovac est officiellement classé parmi les villages de Serbie.

## Démographie

### Évolution historique de la population
| 1948  | 1953  | 1961  | 1971  | 1981  | 1991  | 2002  | 2011  |
| ----- | ----- | ----- | ----- | ----- | ----- | ----- | ----- |
| 3 098 | 2 955 | 2 864 | 2 289 | 1 993 | 1 823 | 1 620 | 1 296 |

|  |